# Eupodotis vigorsii
L'otarda di Vigors (Eupodotis vigorsii (A. Smith, 1831)) è un uccello della famiglia degli Otididi originario dell'Africa meridionale.

## Descrizione

### Dimensioni
Misura 60 cm di lunghezza, per un peso di 1600 g nel maschio e di 1350 g nella femmina.

### Aspetto
Nel maschio adulto la testa, il collo e le parti superiori sono bruno-grigiastre con minuscole vermicolature nere. Le parti inferiori sono più chiare e virano al bianco rosato sul ventre. Il mento e la gola sono neri con uno stretto bordo bianco. È possibile osservare anche una macchia nera nella regione della nuca. La coda presenta tre sottili barre scure. L'otarda di Vigors si distingue dall'otarda di Rüppell per il collo più marrone e i motivi facciali differenti. La femmina è più piccola del maschio, presenta meno nero sulla gola e le sue copritrici alari sono più macchiate.
La sottospecie E. v. namaqua, che vive nel sud della Namibia, presenta un piumaggio più chiaro e più rosato.

### Voce
Durante il giorno questa specie è poco comunicativa, ma all'alba e al calar della notte è possibile udire i suoi duetti. Questi richiami profondi ricordano quelli delle rane. Sono dei potenti wrok-rak o wrok-rak-rak. Il maschio accentua la prima sillaba e la femmina gli risponde.

## Biologia

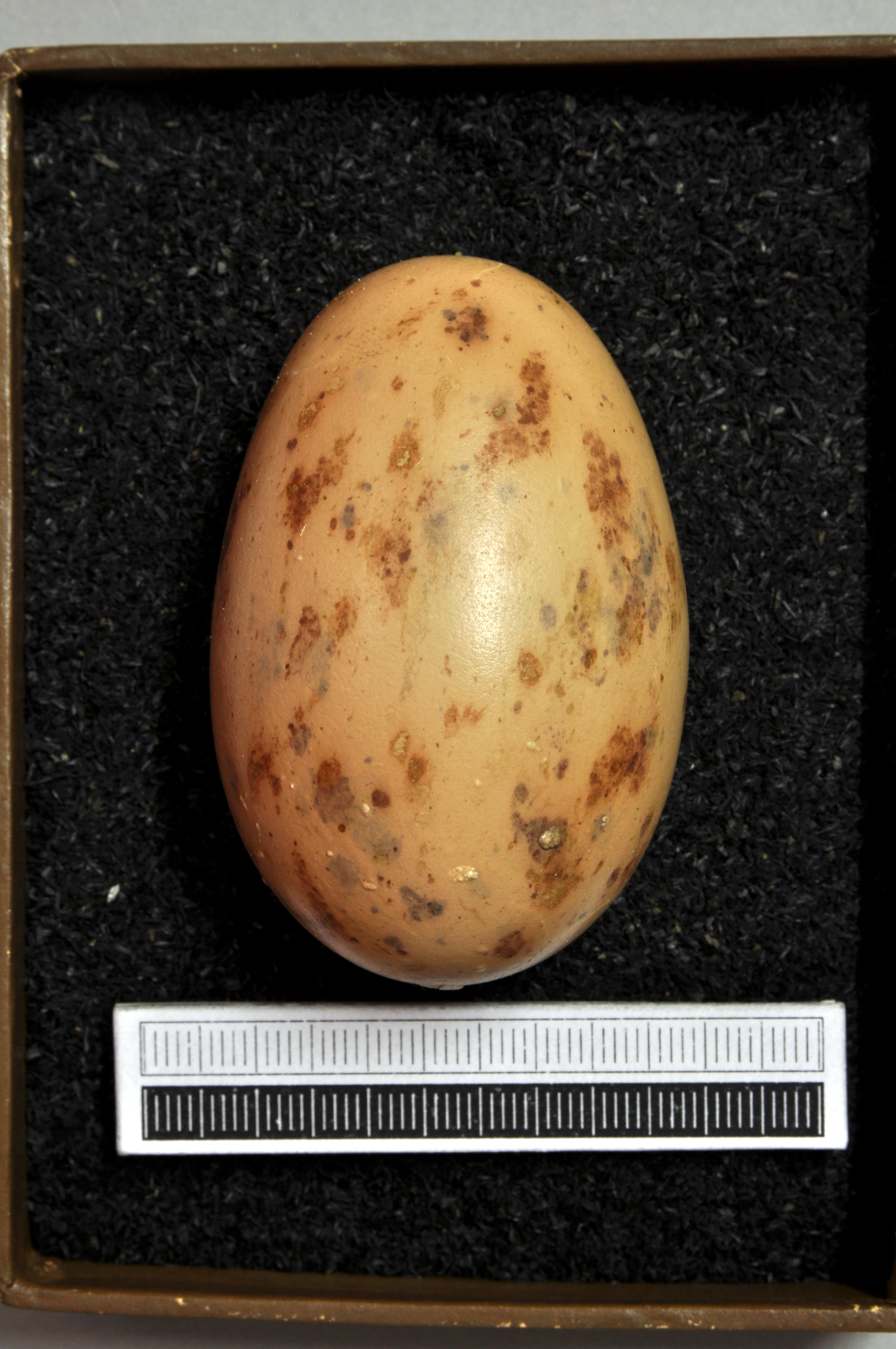
Uovo nel museo di Wiesbaden.

Le otarde di Vigors vivono abitualmente in coppia o in gruppi di 3, 4 o anche 5 individui. Gli esemplari solitari sono estremamente rari. Questi uccelli passano facilmente inosservati a causa del loro criptico piumaggio. Per identificarli, bisogna quindi fare affidamento sulla loro voce potente e le loro frequenti vocalizzazioni, anche se la loro identificazione non è particolarmente facile a causa della somiglianza del loro richiamo con quello dell'otarda azzurra (Eupodotis caerulescens). Per quanto riguarda la somiglianza fisica, l'otarda di Vigors viene abbastanza regolarmente confusa con l'otarda di Rüppell, con la quale condivide l'areale nel sud della Namibia. Per differenziare correttamente le due specie è necessario prestare molta attenzione. L'otarda di Vigors è ferocemente territoriale. Nelle regioni che ricevono 250 mm di precipitazioni annuali le zone di influenza sono piuttosto piccole e misurano circa 550 m². Piuttosto piccoli sono anche i gruppi. Nelle zone dove le piogge si avvicinano ai 100 mm annui i territori sono più grandi (circa 3 km²) e i gruppi sono più consistenti.
La maggior parte degli osservatori concorda sul fatto che questa specie sia sedentaria. Le otarde di Vigors sembrano essere più numerose in inverno, almeno in Sudafrica. Tuttavia, vi è una spiegazione a questa maggiore visibilità: in questo periodo dell'anno, infatti, questi animali sono più attivi. Al contrario, le otarde di Vigors sembrano quasi inesistenti in estate, a causa delle loro abitudini estremamente discrete durante la riproduzione. La composizione dei gruppi sociali (una coppia più uno o due maschi subadulti) lascia pensare che le femmine immature mostrino una maggiore tendenza alla dispersione.

### Alimentazione
Le otarde di Vigors sono per lo più uccelli vegetariani. In certi periodi dell'anno mangiano principalmente i fiori delle Asteraceae, delle Brassicacee e delle Mesembriantemacee, ma anche le numerose piante effimere, così come i frutti, le foglie e i bulbi, sono molto importanti per la loro dieta. Durante tutto l'anno questi uccelli completano il loro menu con insetti quali formiche mietitrici, termiti mietitrici e punteruoli. Fanno visita agli stagni per soddisfare la loro sete.

### Riproduzione
In Sudafrica il periodo di riproduzione dura da luglio ad aprile, ma la maggior parte delle covate vengono deposte in estate, tra ottobre e marzo. L'otarda di Vigors è monogama e i legami coniugali che legano i due partner sono forti. Il nido è una semplice depressione grattata sul terreno nudo e spesso ciottoloso. La femmina depone abitualmente un unico uovo, raramente due. L'uovo è di colore beige-oliva con piccole striature marroni. Il suo colore è estremamente criptico e si fonde perfettamente con l'ambiente circostante. Una volta acquisita l'autonomia, i nidiacei rimangono in compagnia dei genitori per un lungo periodo che può durare diversi mesi. Si integrano pertanto nel gruppo familiare e partecipano alla difesa del territorio.

## Distribuzione e habitat
Le otarde di Vigors mostrano una netta preferenza per le regioni aride dove i terreni ciottolosi e sabbiosi sono ricoperti da boscaglia o da piccoli arbusti rachitici. Questi uccelli vivono quasi esclusivamente in un biotopo noto con il nome locale di karoo, una particolare area geografica che riceve una quantità di precipitazioni che non supera i 250 millimetri all'anno. Sono generalmente più numerose nelle regioni in cui le piogge cadono in estate, mentre al contrario la loro densità è molto bassa nelle aree che vengono irrigate in inverno. Le otarde di Vigors penetrano anche occasionalmente nelle regioni di savana conosciute come veld, ricoperte da cespugli più alti. Nella provincia del Capo, lungo la costa, hanno persino colonizzato pascoli e campi di cereali negli habitat di macchia mediterranea o fynbos. Ma questo caso è davvero eccezionale e rappresenta quasi l'unico esempio in cui questa specie si avventura lontano dalla vegetazione tipica del karoo.
Le otarde di Vigors sono endemiche delle regioni occidentali del Sudafrica e di quelle meridionali della Namibia.

## Tassonomia
Entro i confini del suo areale, piuttosto limitato, vengono riconosciute ufficialmente due sottospecie:
- E. v. namaqua (Roberts, 1932), diffusa nelle regioni meridionali della Namibia e in quelle nord-occidentali della provincia del Capo;
- E. v. vigorsii (A. Smith, 1831), diffusa in Sudafrica, nello Stato Libero d'Orange e nella parte meridionale della provincia del Capo.

Fino a non molto tempo fa, l'otarda di Vigors veniva considerata una specie unica con l'otarda di Rüppell. Alcuni studi non hanno ancora tenuto conto di questa nuova suddivisione in due specie separate, pertanto non tutti i testi indicano lo stesso confine dell'areale nel sud della Namibia, nel punto in cui le due otarde coabitano.

## Conservazione
Le otarde di Vigors sono uccelli molto comuni nell'Africa australe. Solo in Sudafrica il numero di esemplari viene stimato in diverse centinaia di migliaia di unità (Siegfried, 1992). Secondo numerosi osservatori, il loro numero è in costante aumento, principalmente a causa di pratiche pastorali che favoriscono l'avanzata del loro habitat abituale. La specie ha colonizzato nuovi habitat, soprattutto nei terreni agricoli della parte meridionale della provincia del Capo. Non beneficia di alcuna misura di protezione specifica. Solo qualche centinaio di esemplari vive all'interno di parchi o di zone protette.